# Hypocnemis striata
A Hypocnemis striata a madarak osztályának verébalakúak (Passeriformes) rendjébe és a hangyászmadárfélék (Thamnophilidae) családjába tartozó faj.

## Rendszerezése
A fajt Johann Baptist von Spix német ornitológus írta le 1825-ben, aThamnophilus nembe Thamnophilus striatus néven.

## Alfajai
- Hypocnemis striata affinis Zimmer, 1932
- Hypocnemis striata implicata Zimmer, 1932
- Hypocnemis striata striata (Spix, 1825)[2]

## Előfordulása
Dél-Amerika északi részen, Brazília területén honos. Természetes élőhelye a szubtrópusi vagy trópusi síkvidéki esőerdők, mocsári erdők, folyók és patakok környéke. Állandó, nem vonuló faj.

## Megjelenése
Testhossza 11–12 centiméter, testtömege 10–14,3 gramm.

## Természetvédelmi helyzete
Az elterjedési területe rendkívül nagy, egyedszáma pedig növekszik. A Természetvédelmi Világszövetség Vörös listáján nem fenyegetett fajként szerepel.